# انجمن صنعت ضبط ژاپن

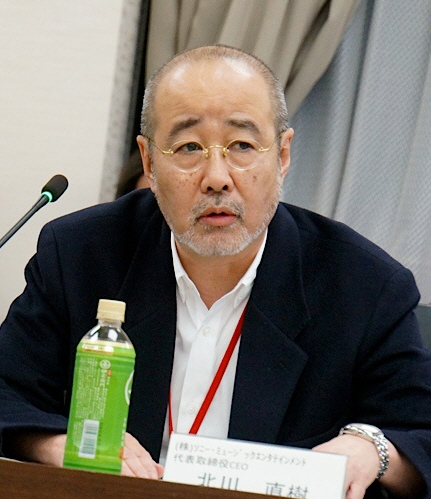
رئیس سابق نائوکی کیتاگاوا، در ۷ آوریل ۲۰۱۳

انجمن صنعت ضبط ژاپن (آرآی‌ای‌جی) (日本レコード協会 Nippon Rekōdo Kyōkai) یک گروه تجاری صنعتی متشکل از شرکت‌های ژاپنی درگیر در صنعت موسیقی است. این گروه در سال ۱۹۴۲ به عنوان انجمن فرهنگی ضبط فونوگرام ژاپن بنیان‌گذاری شد و در سال ۱۹۶۹ به نام فعلی خود تغییر کرد.